# Rollei 35
Le Rollei 35 est un appareil photo à viseur 35 mm miniature construit par Rollei. Le Rollei 35 original, lors de son introduction à la Photokina en 1966, est le plus petit appareil photo argentique 135 existant. La série Rollei 35 reste l'un des plus petits appareils photo 35 mm après les Minolta TC-1 (en) et Minox 35.
En 30 ans, environ 2 millions d'appareils photo de la série Rollei 35 ont été fabriqués. Le Rollei 35 a été fabriqué jusqu'en 2015 par DHW Fototechnik, le successeur de Franke & Heidecke. La dernière version à ce jour est le Rollei 35 Classic, un Rollei 35 SE mis à jour.

## Développement technique

### Réflexions préliminaires

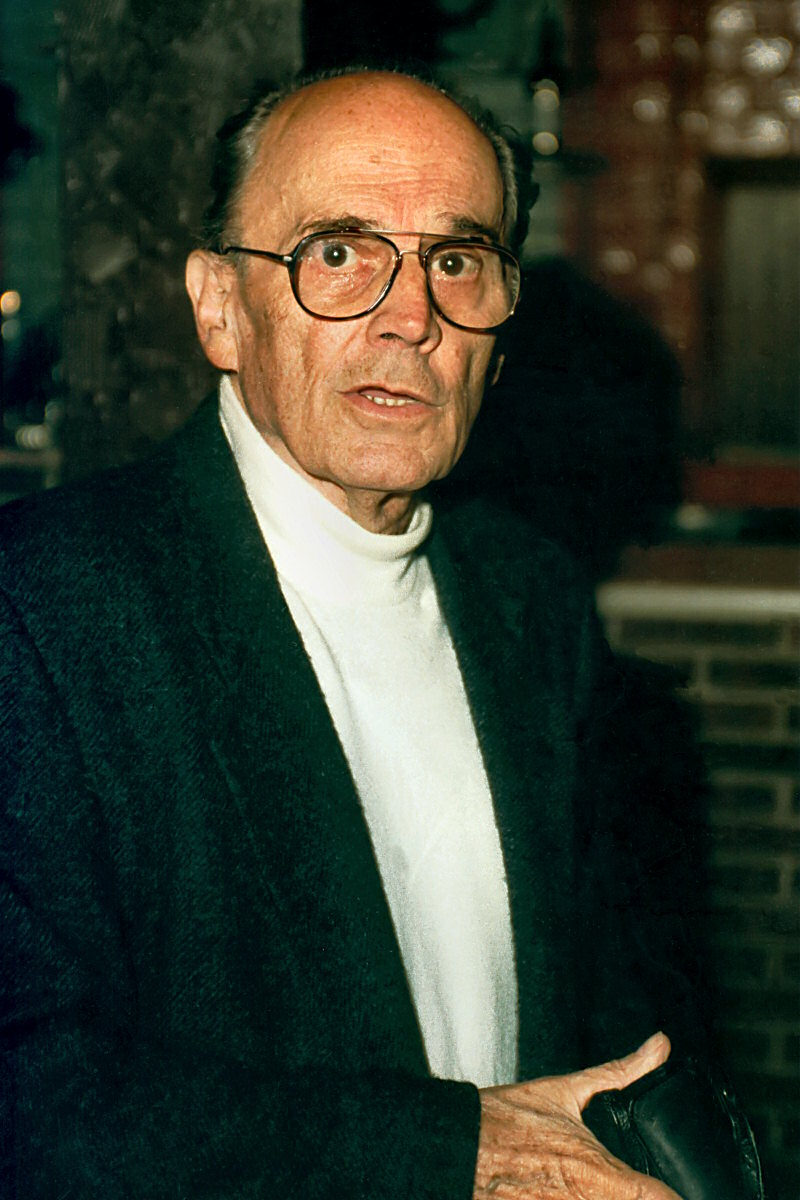
Heinz Waaske a créé l'appareil Rollei 35. Cette photo a été prise environ six semaines avant sa mort en juillet 1995.

Vers 1960, lorsque les premiers appareils photo subminiatures pour film 16 mm sont arrivés sur le marché, Heinz Waaske (en), ingénieur en chef du fabricant allemand d'appareils photo Wirgin, remarque que les acheteurs des appareils photo subminiatures 16 mm, ou même les appareils demi-format 35 mm Olympus Pen (en), ne sont pas motivés par le petit format du film mais par la taille des appareils photo. Après avoir déjà conçu le Wirgin Edixa 16 mm ainsi que l'appareil photo reflex mono-objectif 35 mm, il entreprend maintenant de construire un appareil photo 35 mm dans un boîtier du tiers du volume des appareils à viseur de l'époque.

### Conception du premier prototype
Pendant ses temps libres, travaillant dans son propre salon, Waaske réalise les premiers dessins techniques de l'appareil photo en 1962, avec des prototypes réalisés par Wirgin.

#### Objectif

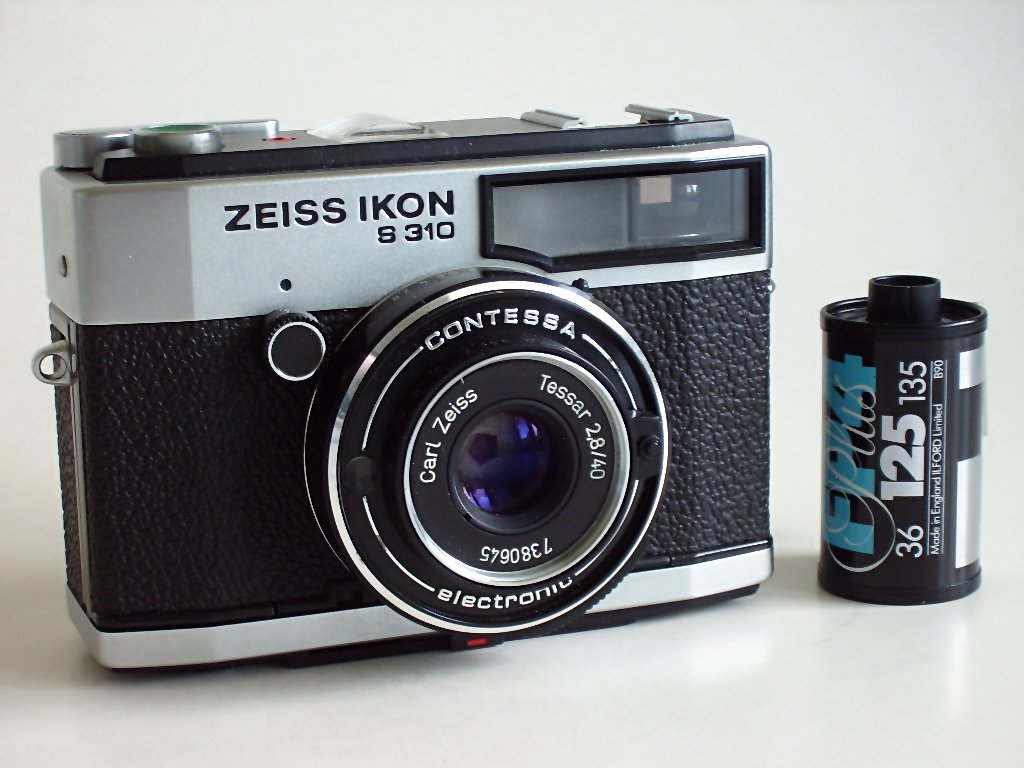
Zeiss Ikon Contessa S310 – Objectif : Tessar 40mm f/2.8

Les trois éléments de l'objectif Cassar 40mm f/3.5 proviennent de C. A. Steinheil & Söhne (de).
Logé dans un tube coulissant, l'objectif se rétracte dans le corps de l'appareil photo lorsqu'il n'est pas utilisé.

#### Obturateur
En raison du rayon limité de l'espace disponible autour de l'objectif entièrement insérable, l'utilisation de l'obturateur central normal est impossible. Par conséquent, Waaske propose un nouveau type d'obturateur, qui est séparé en deux parties fonctionnelles. Les mécanismes d'horlogerie de contrôle de l'obturateur sont montés de manière immobile dans le corps de l'appareil, tandis que les lamelles de l'obturateur sont montées dans le tube coulissant mobile. Les parties séparées sont couplées mécaniquement par des arbres. Ce n'est que lorsque l'obturateur est armé et donc que les lamelles sont désaccouplées que le tube coulissant peut être inséré dans le boîtier.

#### Compartiment à films
Waaske dépose des brevets pour la construction de l'obturateur ainsi que pour la roue à cinq pignons peu encombrante et guidant le film. Cette conception s'écarte de la construction normale qui fait avancer le film avec une roue à huit pignons.
Une autre différence par rapport à la conception conventionnelle est le levier d'armement. Sur le Rollei 35, le levier est situé en haut à gauche et la manivelle de rembobinage du film en bas à droite du boîtier (au lieu que le levier d'armement soit en haut à droite et la manivelle de rembobinage en haut à gauche). La cartouche se trouve sur le côté droit de l'appareil photo et, par conséquent, les expositions reposent "à l'envers" sur le film, reflétées par la position inversée des inscriptions du film (type, numéros d'image) des images de paysage sous/sur. Pour changer le film, le dos doit être glissé vers le bas et retiré complètement, comme sur le Contax par exemple.

#### Posemètre
Pour le posemètre couplé à l'obturateur du prototype d'appareil photo, Waaske sélectionne un posemètre alimenté par une cellule au sélénium de Metrawatt (de). Le contrôle d'exposition qui s'ajuste manuellement, reste inchangé dans les modèles ultérieurs de Rollei 35.

### En route vers la production de masse
Lorsque Heinz Waaske présente finalement le nouveau prototype d'appareil photo entièrement fonctionnel à son employeur, Heinrich Wirgin (alias Henry Wirgin ) déclare : « Alors vous avez perdu du temps sur votre propre construction dans mon atelier de prototypage ?!". Ce n'est qu'à ce moment-là que Wirgin dit à son ingénieur en chef qu'il met fin à la production d'appareils photo et d'équipement photo.
À la recherche d'un nouvel emploi, Waaske présente son appareil photo compact à Ludwig Leitz et à Kodak, mais en vain. En janvier 1965, Waaske commence à travailler pour Rollei à Braunschweig (Brunswyck). Devenu directeur général de Rollei en mars 1965, Heinrich Peesel, découvre le prototype d'appareil photo de son nouvel employé. Rempli d'enthousiasme, Peesel décide que l'appareil photo devait être immédiatement développé par Waaske pour une production de masse, mais en utilisant uniquement des pièces des fournisseurs de Rollei. Le petit appareil photo de Waaske est présenté à la photokina en 1966 sous le nom de Rollei 35, avec un meilleur objectif - l'objectif Zeiss Tessar 40 mm f/3.5, un  posemètre au CdS Gossen (de) à la pointe de la technologie et un obturateur à diaphragme de précision fabriqué par Compur, utilisant la conception d'obturateur brevetée de Waaske.

## Le modèle standard Rollei 35

### Développement

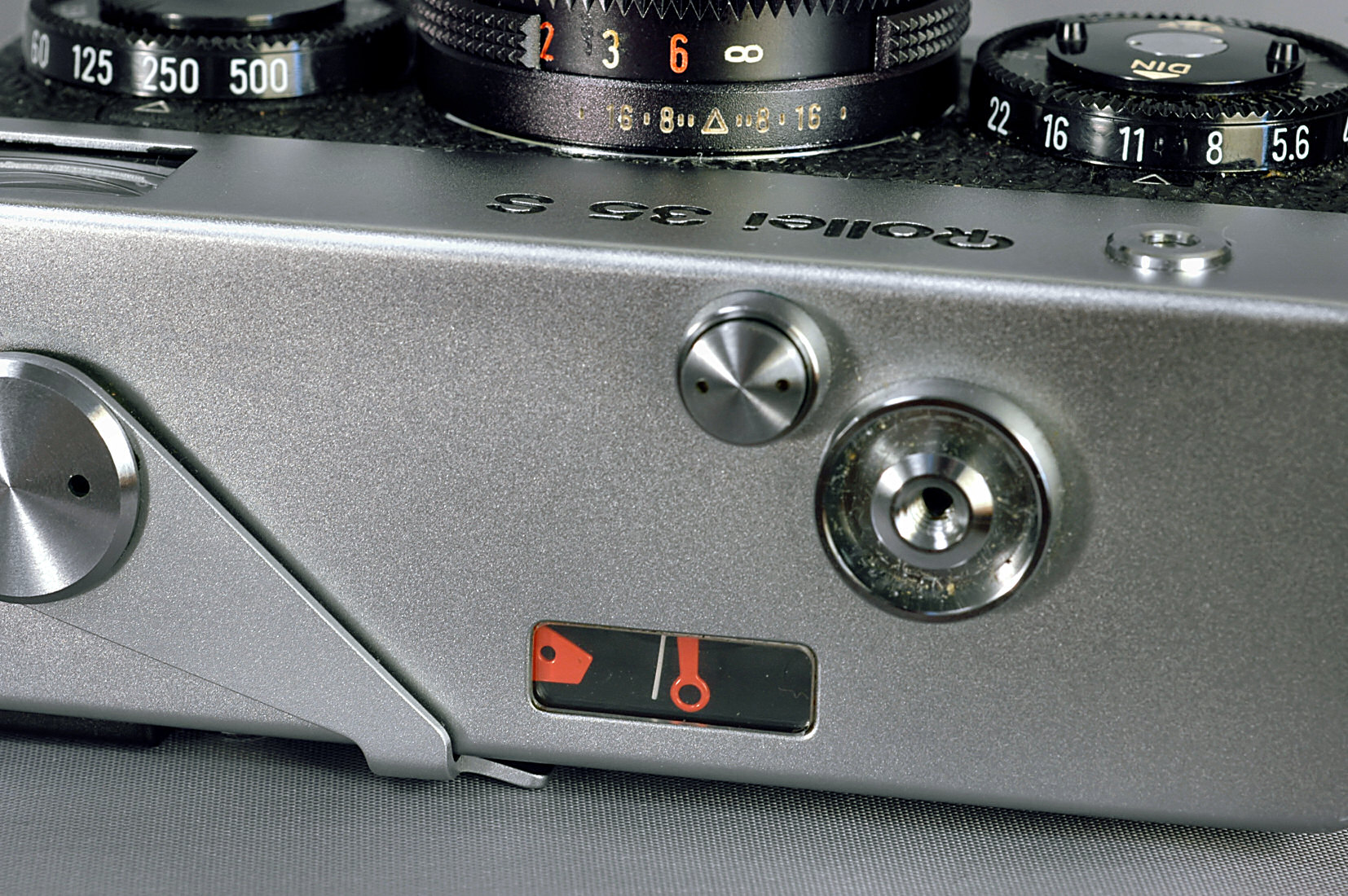
Rollei 35S – Afficheur de posemètre

Type d'objectif – Zeiss Tessar

L'appareil photo doit être modifié pour utiliser des pièces des fournisseurs de Rollei, car Rollei n'entretient pas de relations commerciales avec Metrawatt et Steinheil. Un objectif Tessar de haute qualité est fabriqué par Zeiss. Le fournisseur de posemètres de Rollei est Gossen. Une décision quant à l'utilisation soit d'un capteur photovoltaïque au sélénium ou d'une photorésistance CdS doit être prise. C'est finalement le capteur CdS qui est choisi. Gossen nomme la même plage de mesure pour les deux solutions. Un posemètre alimenté par une cellule au sélénium coûte moins cher en production et n'a pas besoin de pile. Cependant, la photorésistance CdS, beaucoup plus petite, améliore l'aspect élégant de l'appareil photo. Le posemètre alimenté par pile, lui, est plus résistant aux chocs et la «technologie CdS» peut être utilisée comme argument de vente dans la publicité. Le boîtier doit être légèrement modifié, car Waaske avait adopté sans le savoir l'apparence des appareils photo reflex à double objectif de Rollei, en plaçant les commandes de temps d'exposition et d'ouverture à droite et à gauche de l'objectif. Néanmoins, le designer de Rollei, Ernst Moeckl, révise le boîtier et, en modifiant le rayon du bord, rend le boîtier de l'appareil photo encore plus petit.

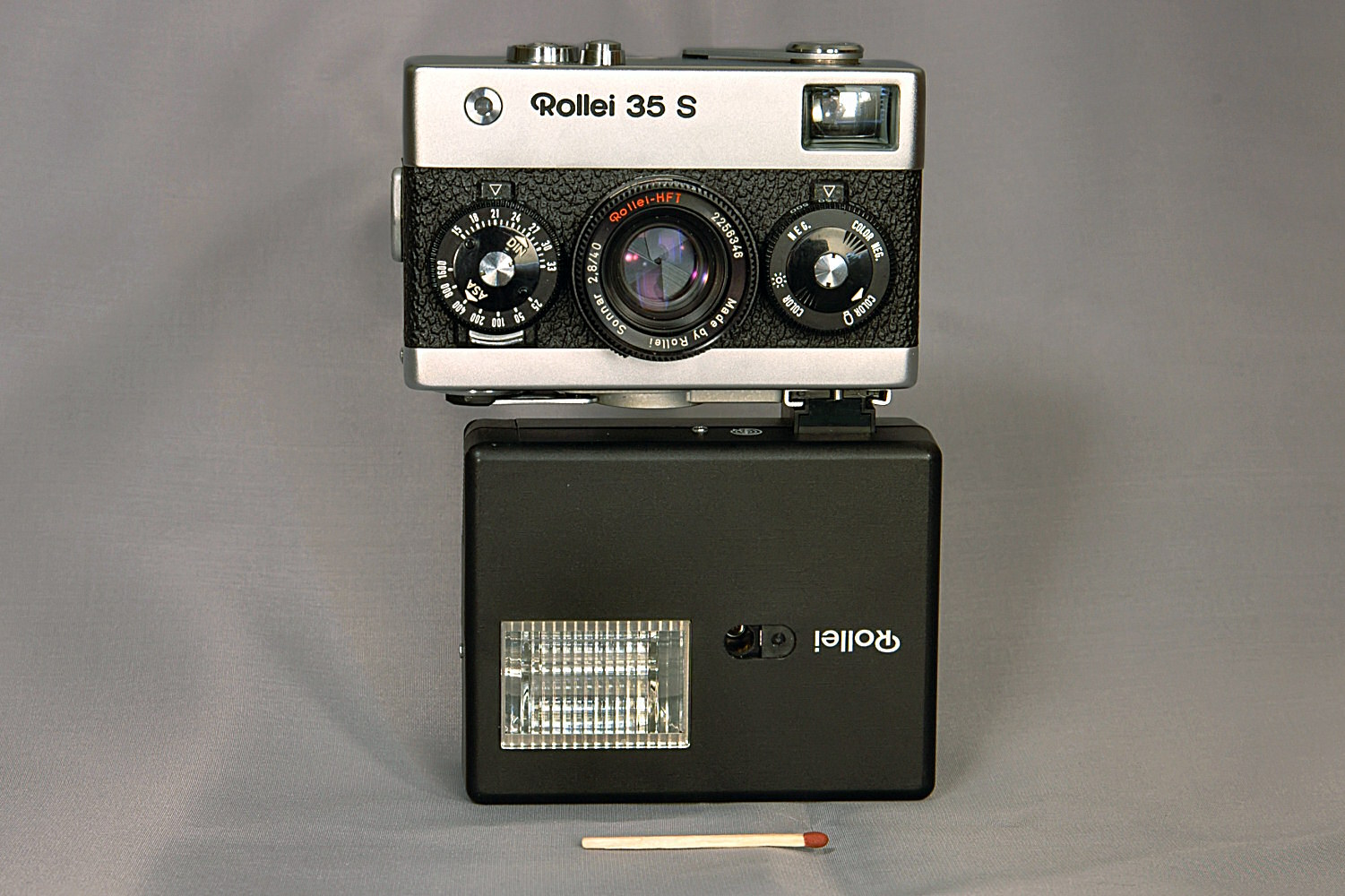
Rollei 35S avec flash électronique Rollei 128 bc

Pour la pile au mercure PX 13 (= PX 625 = MR 9) du posemètre, une place est trouvée à l'intérieur du boîtier de l'appareil. Le bouton de rembobinage du film du modèle d'ingénierie est remplacé par une manivelle de rembobinage, et un sabot est ajouté pour monter un flash électronique sur la plaque de base. Il n'est pas possible de placer la griffe sur le dessus de l'appareil photo en raison du posemètre sous-jacent et de l'équipement de transmission. Le montage du sabot sur le couvercle du cadre causerait probablement des dommages lors de l'utilisation de l'une des lourds flashes de l'époque. Par conséquent, pour une teinte d'éclairage naturel, l'appareil photo doit être retourné, lors de l'utilisation d'un flash, pour obtenir la source de lumière au-dessus de l'objectif. Le nom projeté pour l'appareil photo doit d'abord être le Rollei Privat, qui est même la gravure sur le projet final en mars 1966. Mais en avril 1966, lorsque Peesel décide de désigner tous les appareils Rollei selon le format de film appliqué, la désignation devient Rollei 35.
La production de masse débute en juillet 1966. Les premières publicités montrent des appareils avec des dispositifs de verrouillage et déverrouillage et des boutons de test de pile. Le premier s'avère redondant, car avec l'objectif inséré, l'appareil photo ne peut de toute façon pas être libéré. Cette dernière fonctionnalité est abandonnée, pour des raisons de fiabilité - les contacts électriques peuvent facilement tomber en panne. La tension de la pile au mercure chute si rapidement à la fin de sa durée de vie qu'il est difficile d'obtenir une mauvaise exposition. De même, un interrupteur pour le posemètre est également abandonné. Le posemètre est toujours allumé, même avec l'objectif inséré.

### Mise au point
Comme la majorité des appareils photo 135 dans les années 1960, le Rollei 35 est un appareil photo à viseur - un télémètre n'était pas inclus. Vers 1970, Rollei expérimente l'ajout d'un télémètre intégré, mais il n'y a pas assez de place dans l'appareil photo. Ils expérimentent un mécanisme de télémètre externe avec un prisme tournant tel qu'utilisé dans Zeiss Ikon Super Ikontas, mais comme la production se déplace à Singapour, cette idée est abandonnée.

### Fabriqué en Allemagne
Après la pré-production de 50 pièces, 200 appareils sont fabriquées pour être utilisés comme échantillons publicitaires et de test. Après que 900 pièces des modèles réguliers aient été construites à la fin de 1966, en 1967, chaque mois, 1000 appareils sont produits. Jusqu'en août 1967, tous les appareils photo Rollei 35 portent la signature inhabituelle " Made in Germany by Rollei - Compur - Gossen - Zeiss", mais à partir de ce moment-là, elle devient "Made in Germany by Rollei". D'autres écarts par rapport à la première année de production, sont la bobine réceptrice en plastique et le roulement de rembobinage du film, la prise en forme de V pour le verrou inférieur et la plaque anti-torsion pour la cartouche de film. En septembre 1968, un ciment spécial pour lentilles empêche la perméabilité aux UV précédente du Tessar. Une variante avec un revêtement en cuir vert foncé est rejetée par le service commercial, ne voulant pas de modèles supplémentaires seulement 2 ans après le début des ventes. Un autre prototype avec des roues de réglage vierges en aluminium anodisé s'est cependant avéré trop coûteux à fabriquer.

### Fabriqué à Singapour

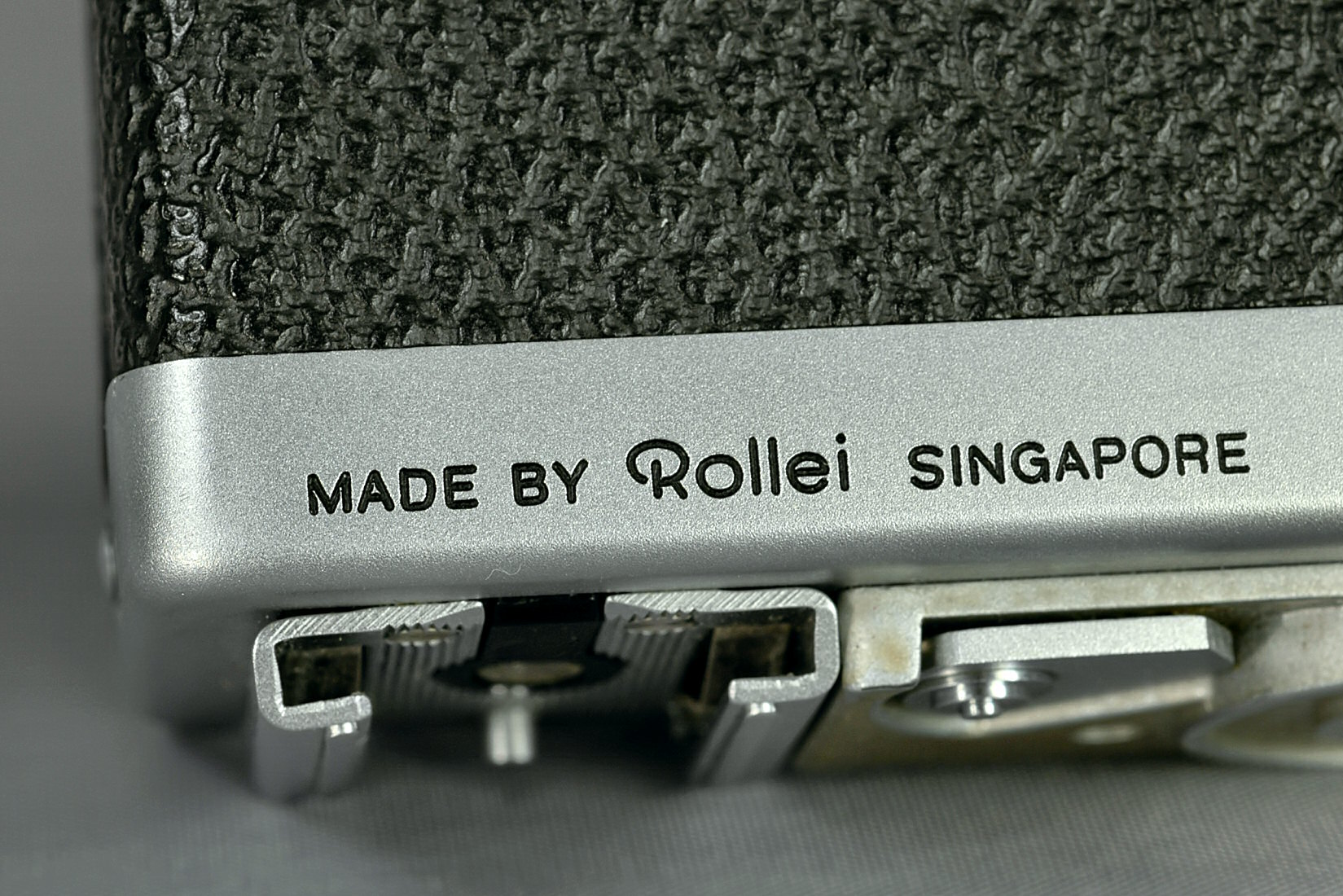
Rollei 35S – Gravure "Made by Rollei Singapore"

Avec la création de l'usine de production, les préparatifs commencent pour le transfert immédiat de la production de Rollei 35 à Singapour. Comme il n'y avait pas de fournisseurs à Singapour, toutes les pièces devaient y être fabriquées par Rollei ou importées du Japon ou d'Europe. Les appareils reçoivent maintenant la gravure "Made by Rollei Singapore". Désormais, la production d'objectifs sous licence ("Made by Rollei") est utilisée à la place des objectifs Zeiss d'origine, ainsi que des posemètres Nissei et des obturateurs à feuilles Copal (tous deux fabricants japonais). Le prix de détail baisse continuellement en raison des faibles coûts de main-d'œuvre. Cependant, cela ne continue pas à être un avantage notable, en raison de la réduction du coût des appareils concurrents. La fabrication Rollei à Singapour s'arrête en 1981.

## Modèles d'entrée de gamme

### Rollei B 35 et C 35

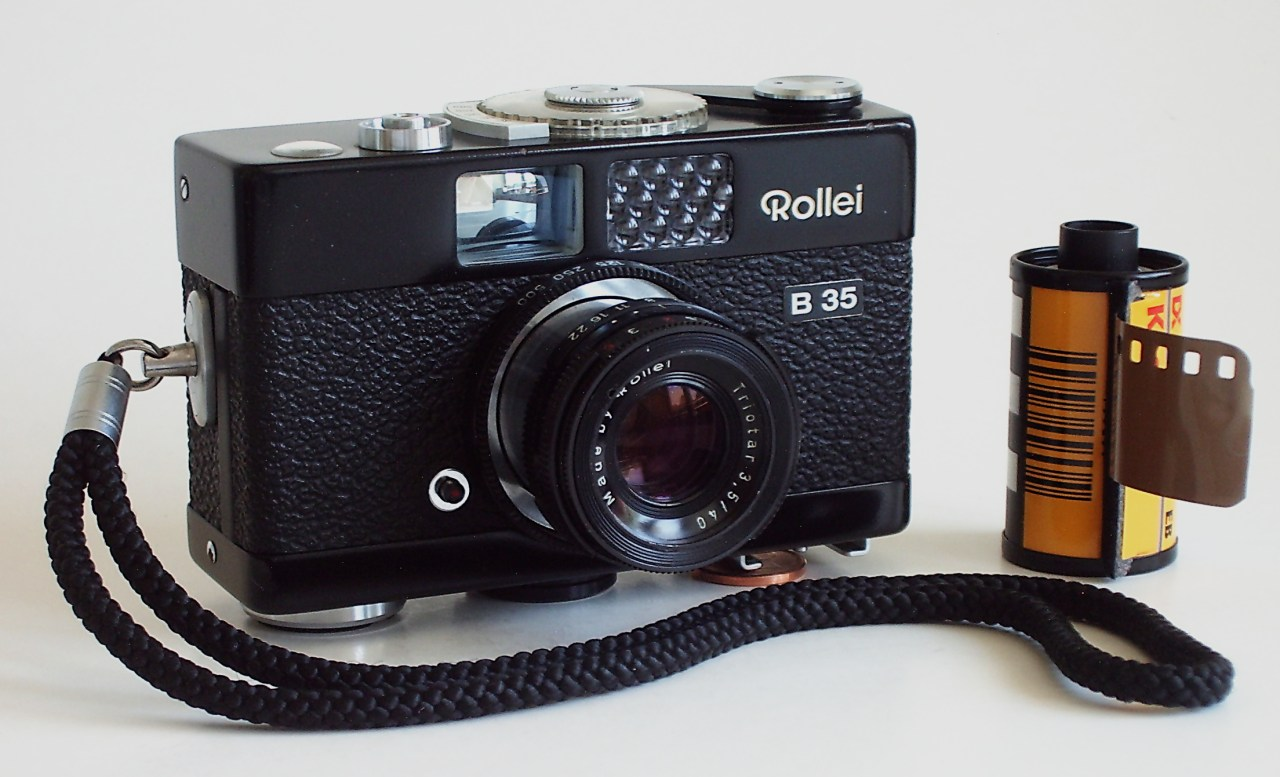
Rollei B 35 en noir

Une conception d'objectif Triplet - comme le Zeiss Triotar

Précédé de deux études de concept, le modèle d'entrée de gamme avec un objectif triplet, le Zeiss Triotar 40mm f/3.5, arrive sur le marché en octobre 1969. Initialement, pour la première étude de concept, il a été demandé à Compur un obturateur simplifié avec une plage de temporisation limitée de 1/30 s à 1/125 s, qui n'est cependant pas assez bon marché pour une réduction efficace des coûts de production.
Par conséquent, la première étude de concept obtient un tube d'objectif immobile. Le tube coulissant mobile d'origine est l'une des pièces les plus chères, car il doit être fabriqué avec précision sur un tour pour un ajustement léger et étanche. La deuxième étude de concept conserve le tube coulissant pour l'objectif, mais utilise un posemètre au sélénium. La fabrication d'un posemètre pour la griffe porte-accessoires est confiée à Gossen au début de 1968. Finalement un posemètre découplé est intégré dans le boîtier de l'appareil.

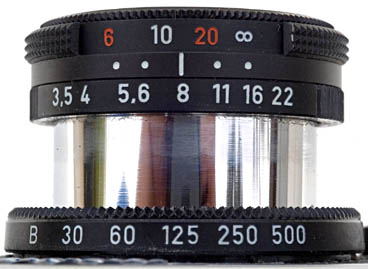
Contrôle de l'ouverture et de l'obturateur sur le barillet d'objectif d'un Rollei B35

L'appareil photo reçoit la désignation Rollei B 35, avec le "B" indiquant le posemètre (en allemand : B elichtungsmesser ), un modèle légèrement moins cher, omettant le posemètre, s'appelle Rollei C 35 pour appareil photo compact . Les entrailles de l'appareil sont simplifiées en utilisant davantage de pièces en plastique. Les molettes de commande sur le corps de l'appareil photo sont remplacées par une commande d'ouverture plus conventionnelle au niveau du tube de l'objectif, et la molette de commande du temps d'exposition est placée à la base du tube coulissant sur le corps. Ces changements font que l'objectif, entièrement inséré, dépasse un peu plus du boîtier de l'appareil photo que dans le modèle précédent. Ces deux modèles offrent une plage de synchronisation d'obturation de 1/30 s à 1/500 s et une plage d'ouverture de f/3,5 à f/22. La plage de mise au point va de 3 pieds (0,9 m) à l'infini. Deux paires de points sur le barillet de l'objectif indiquent la profondeur de champ pour f/8 et f/16. La formule dite Zeiss est inspirée par cet appareil photo.
Spécialement pour le marché nord-américain, une édition spéciale avec un revêtement en cuir artificiel en rouge trafic, jaune-orange, brun cerf, bleu acier et blanc est produite, comptant 100 articles pour chaque couleur ; cependant, comme ces échantillons de test ne suscitent pas beaucoup d'intérêt, ils ne sont cités dans aucune liste de prix.

### Rollei 35 B
En 1976, le Rollei B 35 est renommé Rollei 35 B sans autre modification, pour mieux se conformer au schéma de désignation Rollei.

### Rollei 35 LED
Sans son propre département de développement, l'usine de production de Singapour, demande à Rollei Allemagne, l'autorisation de repenser le Rollei 35 B. Le posemètre au sélénium non couplé est remplacé par un nouveau posemètre à couplage électronique, utilisant des résistances variables pour transférer le contrôle de l'ouverture et de l'obturateur. La nouvelle désignation Rollei 35 LED résulte des trois diodes électroluminescentes du viseur, qui indiquent une surexposition, une exposition correcte ou une sous-exposition. En octobre 1977, la première fiche technique apparait et en janvier 1978, la préproduction a débute. Mais les premiers modèles souffrent d'une conception maladroite de l'interrupteur d'alimentation, qui active le posemètre en permanence. Si l'utilisateur oublie d'éteindre l'appareil photo, la pile se décharge en seulement 15 heures. De plus, la pile PX-27 peut être insérée dans le mauvais sens, ce qui endommagerait l'électronique. À partir d'août 1978, un modèle amélioré est fabriqué, où le posemètre n'est activé que lorsque le déclencheur est légèrement enfoncé.

## Modèles avancés

### Rollei 35 S

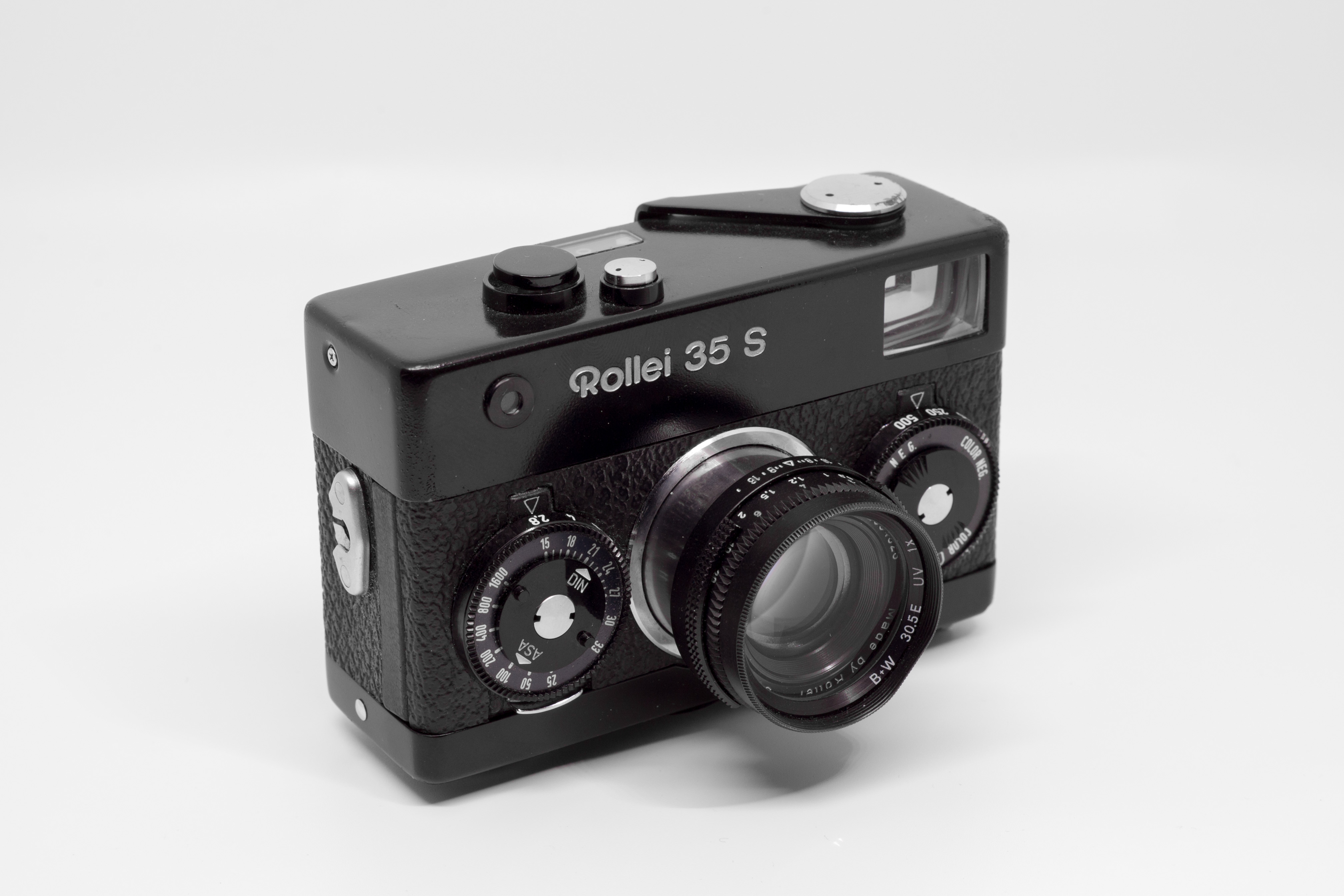
Rollei 35 S (version noire)

En raison de son grand succès, dès la fin de 1967, une variante de luxe et une variante pour débutants du Rollei 35 sont prévues. Cependant, en raison du déplacement de la production vers Singapour, ce n'est qu'en 1971 que le calcul d'un objectif à cinq éléments est confié à Zeiss. Ce Sonnar 40 mm f/2.8 doit être équipé d'un contrôle de mise au point de l'objectif avant, comme le Tessar, offrant un montage similaire dans le tube coulissant. Seules les deux lentilles frontales doivent bouger lors de la mise au point. Mais, une fois terminé, l'objectif ne fait pas la mise au point suffisamment nette à courte distance, et la production de masse est retardée d'une année entière. Le projet est arrêté et Zeiss conçoit un nouvel objectif avec contrôle de la mise au point en déplaçant l'ensemble de l'objectif. Le chef du développement de Rollei, Richard Weiß, conclu : « Nous nous sommes retrouvés dans une situation déficitaire précaire à cause de cela. Les développeurs ont appris qu'à l'avenir, ils devront examiner les objectifs, même s'ils sont fabriqués par Carl Zeiss, avec plus de scepticisme". Les outils de production du nouveau mécanisme d'obturation sont construits par Prontor, une filiale de Zeiss à Calmbach, qui a déjà repris la fabrication de l'ancien obturateur de Compur (une autre filiale de Zeiss).

### Rollei 35 T
Lors de l'introduction du Rollei 35 S, l'ancien Rollei 35 se voit attribuer le nouveau nom de Rollei 35 T, sans autre modification. Une variante de conception recouverte de denim projetée, avec un sac en denim approprié, est rejetée car le revêtement textile s'effilochait.

### Rollei 35 TE et Rollei 35 SE

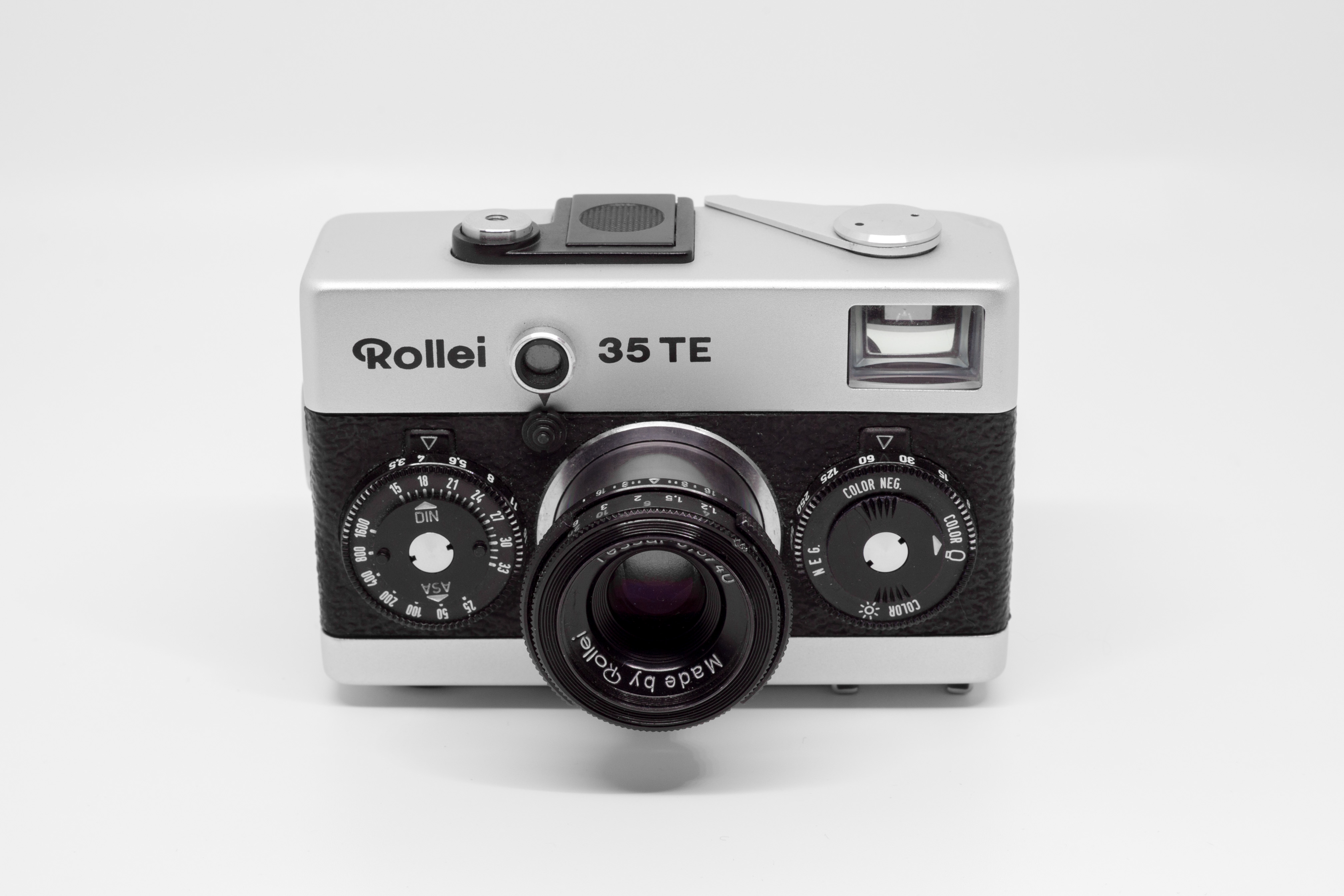
Rollei 35 TE

La conception originale n'a pas de contrôle d'exposition dans le viseur. L'appareil doit être éloigné du champ de vision pour observer l'aiguille du posemètre. (Ce n'est en fait pas un réel inconvénient, car pour faire la mise au point, l'utilisateur doit également amener l'appareil photo dans la même position. Dans des conditions d'éclairage normales, les paramètres d'exposition d'un appareil photo manuel ne doivent être modifiés qu'au bout d'une dizaine de minutes, ou lors d'un changement de lieu. Néanmoins, un affichage de contrôle d'exposition dans le viseur est envisagé très tôt chez Rollei, mais un affichage analogique est abandonné pour des raisons d'espace limité, et les diodes électroluminescentes ne sont pas disponibles à l'époque). À l'été 1979, les Rollei 35 TE et Rollei 35 SE apparaissent sur le marché. Comme le posemètre électronique a besoin de plus de puissance, une pile plus grande, de type PX-27 de 5,6 volts, est placée là où l'ancien mouvement de l'instrument était monté. Le circuit électronique est intégré dans l'ancien compartiment de la pile. Contrairement au Rollei 35 LED, les réglages de la position de l'obturateur et du contrôle de l'ouverture sont transférés, sans aucune usure des contacts électriques, à l'aide d'un engrenage différentiel faisant tourner un filtre à densité variable devant le capteur de lumière CdS. Le déclencheur active le posemètre, lorsqu'il est légèrement enfoncé. Trois LED dans le viseur indiquent l'exposition correcte. Ce système fonctionne parfaitement, mais les modèles antérieurs sont plus en demande aujourd'hui.

## Utilisation du Rollei 35 aujourd'hui
Les Rollei 35, Rollei 35 S et Rollei 35 T utilisaient une pile au mercure PX-625 de 1,35 V, qui n'est plus produite pour des raisons environnementales.Il existe cependant des solutions de remplacement :
- utilisation d'une pile zinc-air. Une telle pile fournit également 1,35 V, mais sa durée n'est que de 1 à 6 mois après la première activation selon la conception de la pile. Cette solution n'est guère satisfaisante, car la pile des Rollei 35 est inaccessible lorsqu'un film est est chargé dans l'appareil. On peut donc se trouver rapidement en panne de pile sans pouvoir en changer ;
- utilisation d'une pile à l'oxyde d'argent SR-44 de 1,55 V par l'intermédiaire d'un adaptateur muni d'une diode permettant de réduire la tension à 1,35 V. Cette solution présente l'avantage de régler à la fois le problème de la tension et celui de l'adaptation de la SR-44 au compartiment prévu pour la PX-625 d'origine. Attention : on trouve dans le commerce des adaptateurs dépourvus de diode et ne permettant donc pas la réduction de tension nécessaire ;
- utilisation d'une pile à l'oxyde d'argent SR44 de 1,55 V après insertion dans le circuit électronique de l'appareil d'une diode permettant de ramener la tension à 1,35 V. Cette solution pérenne est sans doute la plus satisfaisante, mais elle nécessite l'intervention d'un technicien qualifié. De plus, la SR-44, plus petite que la PX-625 d'origine, devra être centrée dans le compartiment de la pile. A cet effet, un adaptateur est inutile : une mince bande découpée dans l'amorce d'un film, enroulée sur elle-même et disposée au fond du logement fera parfaitement l'affaire. 
Sans ajustement, la tension de 1,55 V d'une SR-44 conduirait à une surévaluation de la luminance du sujet, l'aiguille déviant plus qu'il ne le faudrait. Un photographe qui suivrait les valeurs indiquées par le posemètre sous-exposerait de deux voire trois IL. A contrario, les piles alcalines telles que la LR-9 alias PX 625U ne peuvent pas être utilisées, car elles s'épuisent de façon régulière au lieu de mourir brutalement comme les piles au mercure ou à l'oxyde d'argent. La déviation de l'aiguille devient donc progressivement insuffisante, ce qui aboutit à une sous-évaluation de la luminance du sujet. En conséquence, un photographe qui suivrait les valeurs indiquées par le posemètre surexposerait.

## Données techniques

### Modèles standards

#### Rollei 35 – Modèle original
- Fabriqué de 1966 à août 1974
- Objectif : Tessar 40mm f/3.5, mais de nombreux articles de juillet 1972 à avril 1973 sont équipés d'un S- Xenar (fabriqué par Schneider)
- Posemètre : alimenté par pile, utilisant une photorésistance CdS
- Prix de vente initial : chrome 487 DM, noir 537 DM
- Prix public des articles fabriqués à Singapour : chrome 460 DM, noir 520 DM
- Nombre d'articles fabriqués en Allemagne : 312 000
- Nombre d'articles fabriqués à Singapour : 185 000 plus 30 000 avec S-Xenar

#### Rollei 35 S
- Objectif : Sonnar 40mm f/2.8.
- Posemètre : alimenté par pile, utilisant une photorésistance CdS
- Prix public 1976 : chrome 470 DM, noir 496 DM
- Nombre d'articles : 260 000

#### Rollei 35 T
- Produit de septembre 1974 à février 1980
- En fait le même que le 35 d'origine, mais renommé pour une meilleure distinction avec le 35 S
- Objectif : Tessar 40mm f/3.5
- Nombre d'articles : 440 000

#### Rollei 35 TE / SE
- Fabriqué de novembre 1979 à septembre 1981
- Modèle plus récent avec objectif Tessar (TE) respectivement Sonnar (SE)
- Posemètre avec indicateur LED dans le viseur.
- Pile différente : PX27, pile remplaçable sans ouvrir le compartiment film.
- Prix de vente initial : 298 DM / 398 DM
- Prix de vente mi 1982 : 248 DM / 298 DM (sold out)
- Prix de vente fin 1983 : 198 DM (sold out)
- Nombre d'articles : 120 000 (TE) / 150 000 (SE)

### Modèles débutants

#### Rollei B 35 / 35 B
- Fabriqué d'octobre 1969 jusqu'au début de 1978
- Objectif : Triotar 40mm f/3.5.
- Posemètre utilisant une cellule au sélénium, pas de pile.
- Prix de vente initial : 255,30 DM
- Nombre d'articles fabriqués en Allemagne : 78 000 (tous en chrome)
- Nombre d'articles fabriqués à Singapour : 95 000 (chrome), 118 000 (noir)

#### Rollei C 35
- Fabriqué d'octobre 1969 jusqu'au début de 1971
- Objectif : Triotar 40mm f/3.5.
- Posemètre : aucun
- Prix public : 222,90 DM
- Nombre d'articles : 9 200 (tous fabriqués en Allemagne)

#### Rollei 35 LED
- Fabriqué de janvier 1978 à fin 1980
- Objectif : Triotar 40mm f/3.5.
- Posemètre avec indicateur LED dans le viseur.
- Pile différente : PX27, pile échangeable sans ouvrir le compartiment film.
- Prix de vente initial : 229 DM
- Nombre d'articles : 157 500